# تئاتر روسی استانیسلاوسکی ایروان
تئاتر روسی استانیسلاوسکی ایروان (ارمنی: Կոնստանտին Ստանիսլավսկու անվան ռուսական պետական դրամատիկական թատրոն) یک سالن نمایش در ایروان، ارمنستان است.
این تئاتر که در خیابان آبوویان قرار دارد در سال ۱۹۳۷ تأسیس شده و ۵۱۴ نفر ظرفیت دارد.